# Diego Hernández (kolumbijski piłkarz)
Diego Armando Hernández Quiñones (ur. 4 maja 2000 w Buenaventurze) – kolumbijski piłkarz występujący na pozycji środkowego obrońcy, od 2025 roku zawodnik Águilas Doradas.